# إسلام آباد (رشتخوار)
إسلام أباد (بالفارسية: إسلام اباد)، (بالحروف اللاتينية أيضا باسم Eslāmābād) هي قرية في منطقة رشتخوار الريفية، في المنطقة الوسطى من مقاطعة رشتخوار بمحافظة خراسان رضوي في إيران. في تعداد عام 2006، كان عدد سكانها 216، وعدد الأسر 51 أسرة.